# Ronnie Van Zant
Ronald Wayne "Ronnie" Van Zant (15. ledna 1948, Jacksonville, Florida, Spojené státy – 20. října 1977, Gillsburg, Mississippi, Spojené státy) byl zpěvák, textař a zakládající člen jižanské rockové skupiny Lynyrd Skynyrd. Byl také starší bratr zakladatele a zpěváka skupiny 38 Special Donnie Van Zanta a současného frontmana Lynyrd Skynyrd, zpěváka Johnny Van Zanta.
Při havárii letadla 20. října 1977 zahynul. Spolu s ním i další členové skupiny Steve Gaines, Cassie Gaines.